# Amir Hosejn Kawusi
Amir Hosejn Kawusi (pers. امیرحسین کاووسی ;ur. 1999) – irański zapaśnik walczący w stylu wolnym. Brązowy medalista mistrzostw Azji w 2023. Trzeci na MŚ kadetów w 2015. Mistrz Azji juniorów w 2019 roku.